# Bristol City Museum
El Bristol City Museum (Museo de la ciudad de Bristol) es una gran galería de arte en Bristol, Inglaterra. Está subvencionado por el Bristol City Council, por lo que es gratuita su visita. Su colección incluyen las siguientes secciones: Geología, Arqueología, Historia Natural, Arte Oriental e Historia de Bristol.

## Historia
El museo se fundó en 1823, en un edificio neoclásico elegido por Sir Charles Robert Cockerell. En 1905 la colección se llevó a un nuevo edificio de estilo barroco eduardiano y se incorporaron las secciones de Arte Oriental, en concreto el procedente de Asiria y Egipto, así como Arte Romano y Griego.
En 2009 albergó una exposición de Banksy.